# Česká ženská volejbalová reprezentace
Česká volejbalová reprezentace žen představuje reprezentační družstvo České republiky ve volejbale pod vedením České volejbalové federace, které se účastní mezinárodních soutěží. Před vznikem samostatného českého státu v roce 1993 nastupovaly volejbalistky za československý výběr. Mezinárodní volejbalová federace (FIVB) připisuje České republice, jakožto nástupnickému družstvu, statistické údaje od roku 1948.

## Mistrovství světa
| Rok/pořádající země        | Účast                           |
| -------------------------- | ------------------------------- |
| MS 1994 Brazílie           | 9. místo                        |
| MS 1998 Japonsko           | Bez účasti                      |
| MS 2002 Německo            | 19. místo                       |
| MS 2006 Japonsko           | Bez účasti                      |
| MS 2010 Japonsko           | 15. místo                       |
| MS 2014 Itálie             | Bez účasti                      |
| MS 2018 Japonsko           | Bez účasti                      |
| MS 2022 Nizozemsko, Polsko | 18. místo                       |
| Celkem                     | Účast – 3× · – 0× · – 0× · – 0× |

## Mistrovství Evropy
| Rok/pořádající země                             | Účast              |
| ----------------------------------------------- | ------------------ |
| ME 1993 Česko                                   | Stříbrná medaile   |
| ME 1995 Nizozemsko                              | 10. místo          |
| ME 1997 Česko                                   | Bronzová medaile   |
| ME 1999 Itálie                                  | Bez účasti         |
| ME 2001 Bulharsko                               | 11. místo          |
| ME 2003 Turecko                                 | 11. místo          |
| ME 2005 Chorvatsko                              | Bez účasti         |
| ME 2007 Belgie / Lucembursko                    | 9. místo           |
| ME 2009 Polsko                                  | 10. místo          |
| ME 2011 Itálie / Srbsko                         | 8. místo           |
| ME 2013 Německo / Švýcarsko                     | 10. místo          |
| ME 2015 Belgie / Nizozemsko                     | 11. místo          |
| ME 2017 Ázerbájdžán / Gruzie                    | 12. místo          |
| ME 2019 Slovensko / Maďarsko / Polsko / Turecko | Bez účasti         |
| ME 2021 Srbsko / Řecko / Bulharsko / Rumunsko   | 15. místo          |
| ME 2023 Belgie / Estonsko / Německo / Itálie    | 8. místo           |
| Celkem                                          | – 0× · – 1× · – 1× |

## Olympijské hry
| Rok/pořádající země     | Účast                           |
| ----------------------- | ------------------------------- |
| LOH 1996 Atlanta        | Bez účasti                      |
| LOH 2000 Sydney         | Bez účasti                      |
| LOH 2004 Athény         | Bez účasti                      |
| LOH 2008 Peking         | Bez účasti                      |
| LOH 2012 Londýn         | Bez účasti                      |
| LOH 2016 Rio de Janeiro | Bez účasti                      |
| LOH 2020 Tokio          |                                 |
| Celkem                  | Účast – 0× · – 0× · – 0× · – 0× |